# ثورة المدينة (فلم)
ثورة المدينة هو فيلم سينمائي مصري عام 1955.

## الممثلون
- محمد فوزي في دور أحمد.
- صباح في دور فاطمة.
- حسين رياض في دور والد فاطمة.

## قصة الفيلم
تموت والدة فاطمة (صباح) عندما تلدها، يلاحظ والدها (حسين رياض) أن النساء في عائلتها تموت وهن يضعن مولودتهن الأولى، تعيش فاطمة أسيرة لفكرة والدها الخاطئة وهي أنها لو تزوجت وأنجبت أطفالا ستلقى حتفها وسيكون مصيرها مثل مصير والدتها. وليجنبها والدها هذا المصير يبعدها عن أي رجل. إلا أن فاطمة تقع في حب أحمد (محمد فوزي) دون علم والدها وتتردد في الزواج منه لأن ذلك فيه القضاء على حياتها. يكتشف أبوها علاقتهما ويدبر لقتل أحمد
فيقف والده بدلا منه فيندم وعندما يحاول إنقاذه يموت بدلا منه. تتزوج فاطمة من أحمد وتنجب مولودها بلا عناء؛ فالقضاء و القدر لا يصنعه الإنسان و إنما من عند الله سبحانه و تعالى .

## أغاني الفيلم
ألف أغاني الفيلم كلٌ من مأمون الشناوي، وفتحي قورة، ولحنها كلٌ من رياض السنباطي، ومحمد فوزي، وعلي فراج، وقام بغناء الأغاني كلٌ من محمد فوزي، وصباح، وحورية حسن.

## وصلات خارجية
- مقالات تستعمل روابط فنية بلا صلة مع ويكي بيانات